# Massa Products Corporation
Massa Products Corporation — компания, основное направление — военные измерительные и навигационные системы.
Основатель — Франк Масса (1906—1990).
Является ведущим инноватором в области разработки и производства электроакустической продукции для ультразвукового зондирования в воздухе и для подводных применений, океанографических сонаров.
Масса разработала широкий спектр различных подводных датчиков и систем, включая низкочастотные, гидролокаторы надводных кораблей, пассивных и активных сонаров для подводных лодок, гидролокаторы для акустической торпеды, противоминных гидролокаторов и подводных систем навигации и связи. Масса также разработал биомиметических автономных транспортных средств и гавани обороны.
Так же компания разрабатывает и производит коммерческие продукты, применяющиеся в промышленности и бытовых электроприборах.
Масса занимается разработкой и производством ультразвуковых датчиков и сенсорных систем, которые работают в воздух для промышленных бесконтактного измерения расстояния, избежание столкновений транспортных средств, подсчет, определение местоположения профилирования, измерение расстояний, Web-брейк обнаружения и натяжения, а также ультразвуковой сигнализации вторжения.
Масса создала и изготовила первые серийные ультразвуковые преобразователи. Обладает более 150 патентами на электроакустические преобразователи и систем.
(Несколько миллионов Масса TR-7 преобразователей, которые действовали при 40 кГц для первого пульта дистанционного управления телевизоров)